# Löhrtor-Kaserne

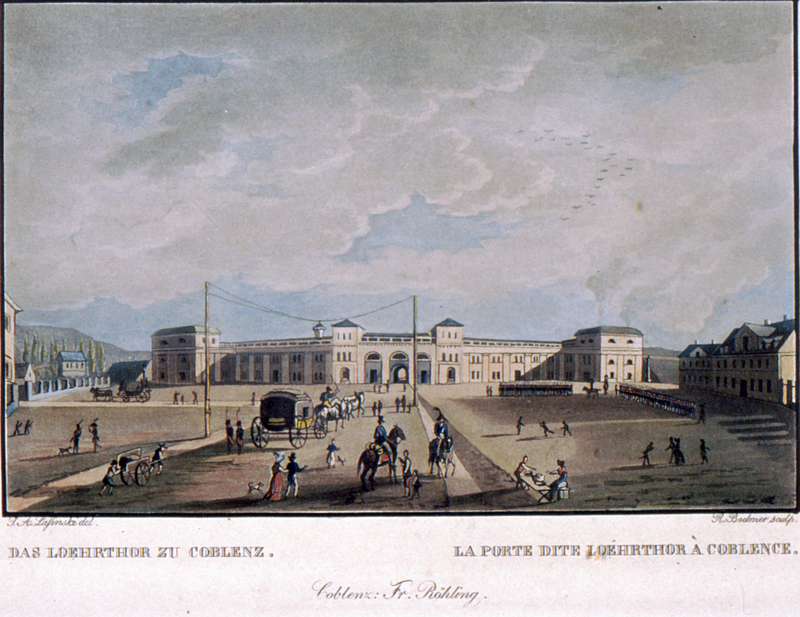
Löhrtor und Löhrtor-Kaserne um 1830

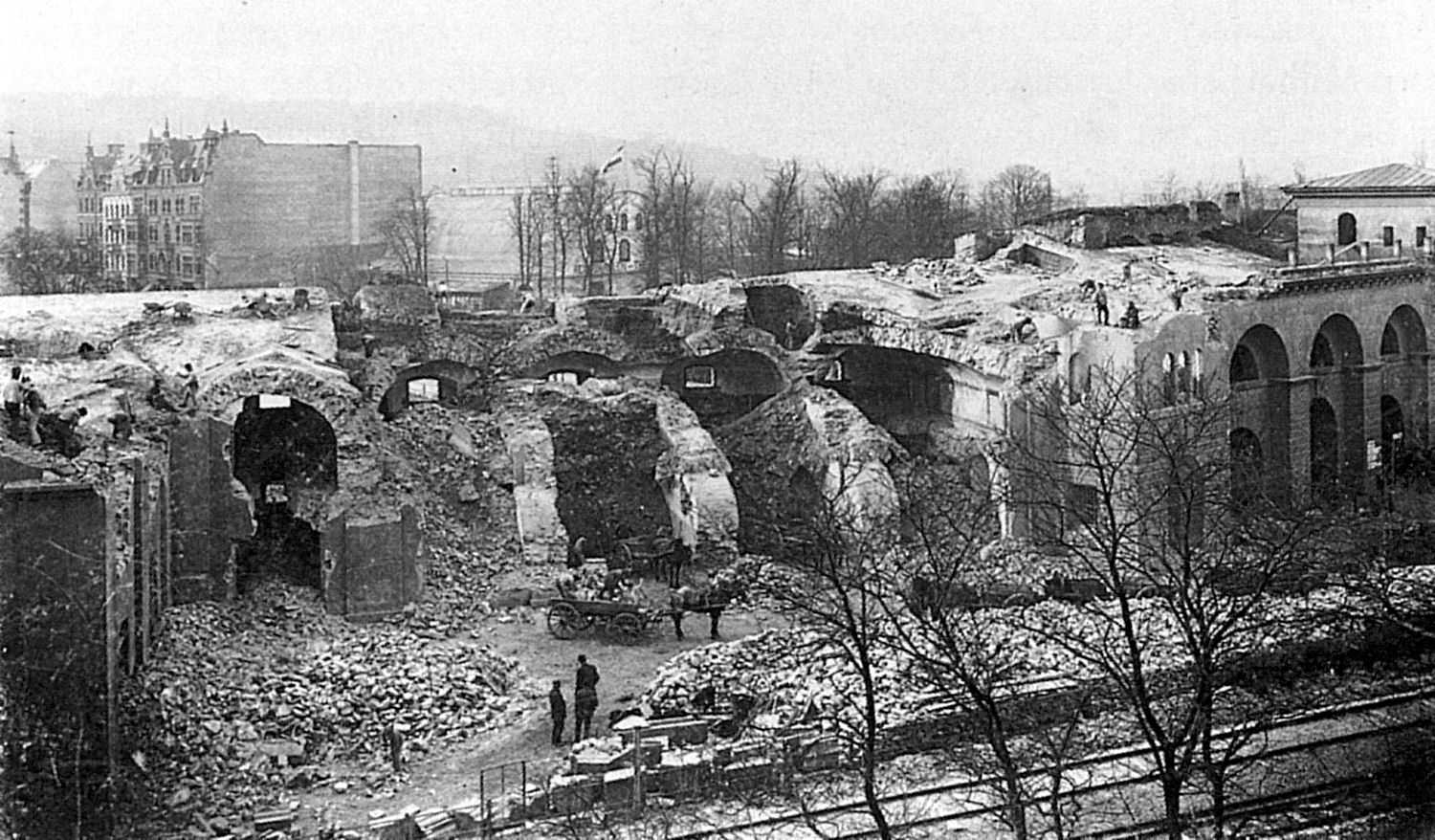
Abbruch des Löhrtors 1899

Die Löhrtor-Kaserne, ursprünglich Löhr-Kasemattenkorps genannt, war eine Kaserne in Koblenz. Sie wurde von 1820 bis 1823 als Teil der preußischen Stadtbefestigung von Koblenz erbaut und war daher ein Teil der Festung Koblenz und Ehrenbreitstein. 

## Baubeschreibung
In ihren Grundzügen entsprach die Löhrtor-Kaserne der benachbarten Mainzertor-Kaserne. Die gesamte Anlage war 138 Meter lang. Sie bestand aus einem mittleren Bau, der das eigentliche Löhrtor bildete, mit rechts wie links daran anschließenden je 34 Meter langen, zweistöckigen Kasemattenkorps. Den Abschluss der Korps bildete je eine Flügelkasematte, die gleichzeitig als Grabenwehr diente. Der Anlage war ein trockener Graben als Annäherungshindernis vorgelagert, der mittels einer hölzernen und später mittels einer eisernen Brücke überquert werden konnte.

## Geschichte
Die Löhrtor-Kaserne wurde 1823 erstmals mit Truppen belegt, untergebracht war hier zunächst das spätere 1. Rheinische Pionier-Bataillon Nr. 8. 1878 und 1881 wurden Gewehr- und Kanonenschießscharten an der Kaserne durch Fenster ersetzt, 1885 wurde die Torpassage erweitert. Nach der Aufgabe der Stadtbefestigung 1890 konnte die Stadt Koblenz die gesamte Anlage am 13. November 1898 ankaufen. Sie ließ den Ostflügel der Kaserne schon einen Monat später abbrechen. Den Westflügel verkaufte die Stadt an die Pfarrei Herz-Jesu, die das Gebäude 1899 abtragen ließ. Das gewonnene Steinmaterial wurde beim Bau des Fundaments der Herz-Jesu-Kirche verwendet. Im Mai 1900 waren das Löhrtor und die dazu gehörige Kaserne vollständig beseitigt. Heute befindet sich an der Stelle des Löhrtors die Kreuzung Löhrstraße und Friedrich-Ebert-Ring.    